# Rio Versoix
O rio Versoix ou rio Divonne é um rio com 22 km de comprimento, que nasce em França como La Divonne e faz fronteira entre este país e a Suíça, tomando em cada um dos países nomes diferentes. Assim na  Suíça chama-se La Versoix e atravessa dois cantões antes de desaguar no lago Lemano.

## La Divonne
Com uma forma de Z o ribeiro chama-se Divonne, resultado de  nascentes na origem das termas de Divonne-les-Bains no País de Gex na França e de outras nascentes a 500 m a oeste de Divonne, no Monte Mussy, em pleno Golfe de Divonne, um 18 buracos e o mais antigo terreno de golfe da área chamada Grande Genebra .

## Toponímia
Junto da porta de entrada do Casino de Divonne, que é um dos mais antigos de França e foi construído em 1954, encontram-se as nascentes Emma, Vidart, Barbilène e Ausone  que estão na origem do nome da localidade, já que Divonne provém de Divona nome gaulês para nascente 
Depois de atravessar a localidade (ver Imagens) foi separado em duas partes para a construção do canal para alimentar em água o Castelo de Coppet , e sem alimentar o Lago de Divonne, passa junto ao Hipódromo de Divonne para entrar na zona franco-suíça.

## Zona franco-suíça
Saído da parte francesa serve de linha de fronteira entre a França e a comuna de Chavannes-de-Bogis, de Commugny e é na comuna de Chavannes-des-Bois que passa na Ponte de Grilly

## Rio Versoix
Quando entra na comuna suíça de Versoix toma definitivamente essa designação e atravessa um bosque durante todo o resto do trajeto, antes de chegar a Versoix onde era utilizado numa fábrica de papel antes de desaguar  no Lago Lemano.

## Imagens

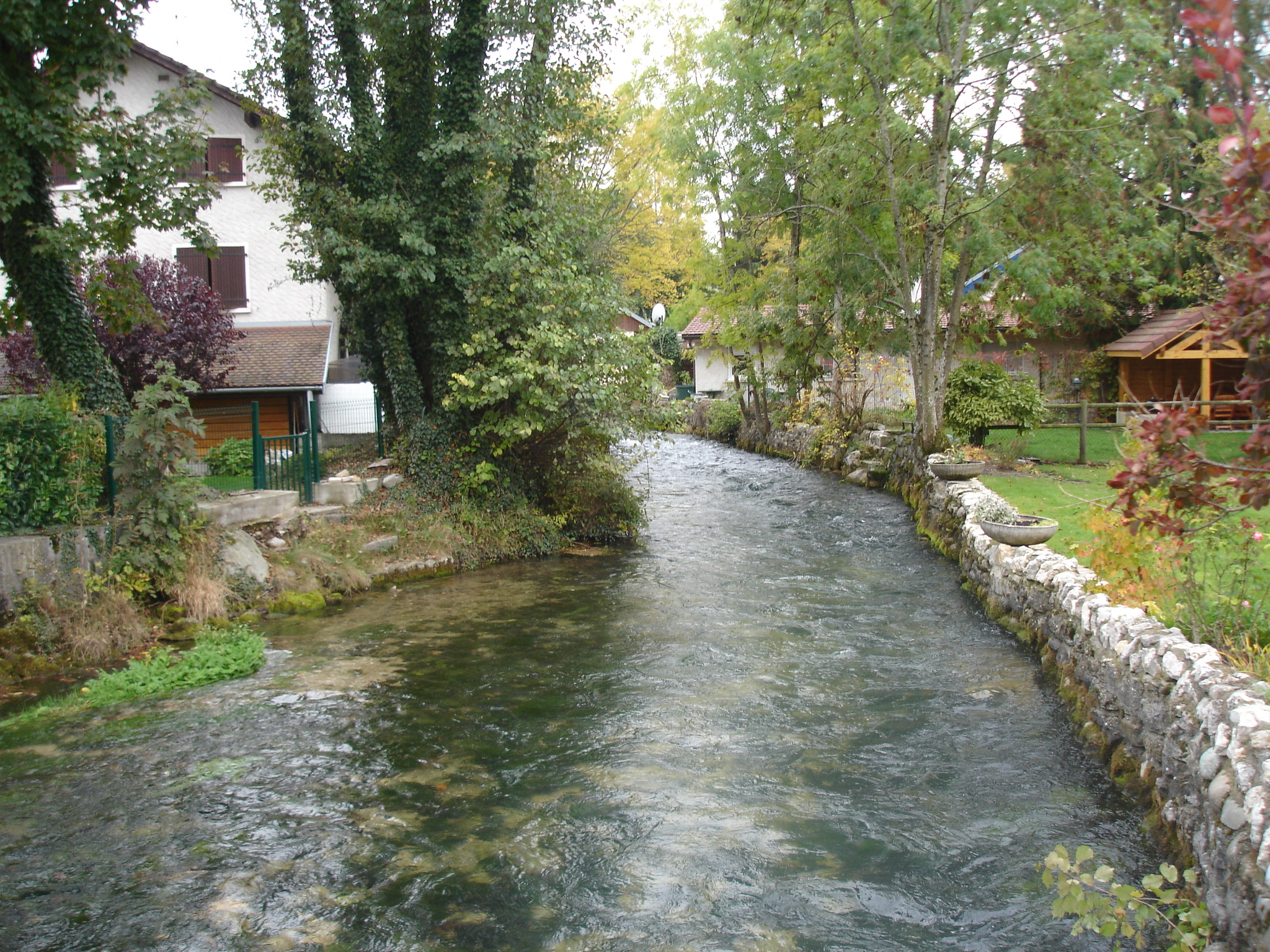
No centro de Divonne-les-Bains
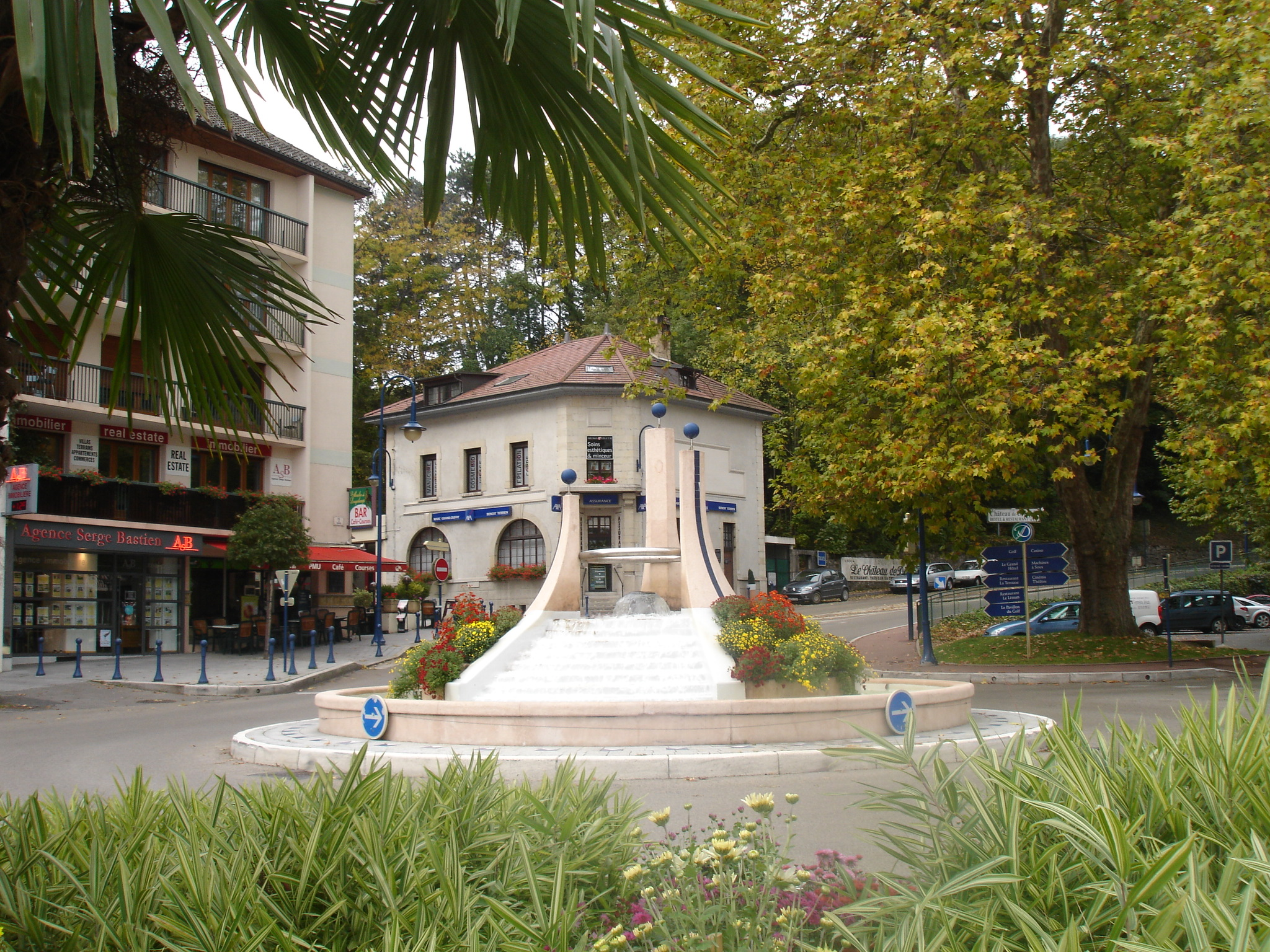
Fonte natural em frente ao Casino
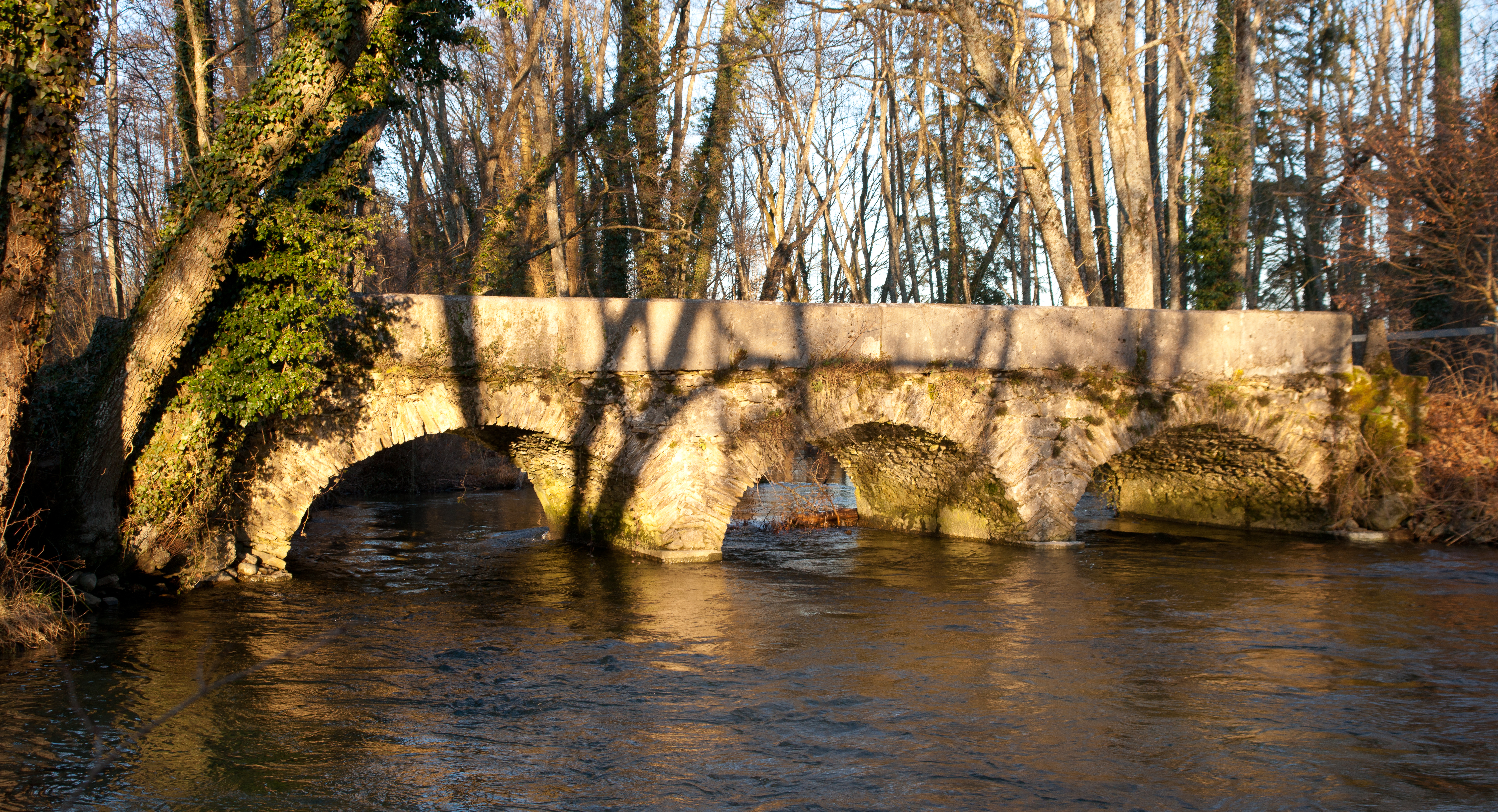
Ponte de Grilly